# Kaple svaté Hedviky (Vidly)
Dřevěná kaple svaté Hedviky v obci Vidly se nachází v okrese Bruntál. Patří k Římskokatolické farnosti Vrbno pod Pradědem, Děkanát Bruntál Diecéze ostravsko-opavská. Kaple byla v roce 2000 prohlášena kulturní památkou ČR.

## Historie
Písemné dokumenty pokládají vznik kaple v obci Vidly do roku 1748, která byla původně zasvěcená svatému Josefovi. V roce1926 byla postavena podle projektu architekta Alfonse Petera, stavbu provedl stavitel Josef Nietsche. Erich Hürden, vlastním jménem Erich Rudolf Heinrich Hlavacek z Akademie výtvarných umění ve Vídni, navrhl a provedl výzdobu kaple. Kaple byla postavena za podpory kardinála Bertrama z Vratislavi a doktora Kleina velmistra Řádu německých rytířů. Zasvěcení svaté Hedvice Slezské bylo 26. října 1930.

## Architektura
Kaple představuje dřevěnou halovou stavbu s kubistickými prvky. Kaple na kamenné podezdívce má obdélný půdorys s předsíni, zvonicí a sakristií. Střecha valbová krytá šindelem. Hluboká předsíň je otevřená podepřená dřevěnými pilíři, její stříška plynule přechází na zvonici. Hranolová zvonice má zvonové patro otevřené okny s lomeným zaklenutím. Ve zvonovém patře je malý zvon. Zvonice je krytá jehlancovitou střechu. Sakristie je pravoúhlá. U hlavního vstupu jsou čtyři dřevěné stupně. Kaple se nachází na kopci a vede k ní dřevěné schodiště.

## Interiér
Kněžiště je odděleno zdobenou chórovou přepážkou od prostoru lodi. Nakoso kladené dřevěné lišty zdobí závěr kněžiště. Stropní krokve a konzoly jsou zdobené malovaným ornamentem. Po stranách lodi jsou dvě okna zaklenutá lomeným obloukem, jedno okno stejného typu je v kněžišti. Oltář zdobí olejomalba na dřevěných deskách sv. Hedviky Slezské. V kapli se nachází původní mobiliář v kubistickém stylu. Kapli zdobí dřevěný lustr a devět světel, na kruchtě harmonium firmy J. Kříž & Co, dřevěné hvězdicové okno. V kapli byl obraz archanděla Michaela z roku 1916 od malíře C. Assmanna a dřevěná polychromovaná socha Panny Marie Imaculaty, v devadesátých letech 20. století byly odcizeny.